# Calileptoneta ubicki
Calileptoneta ubicki là một loài nhện trong họ Leptonetidae.
Loài này thuộc chi Calileptoneta. Calileptoneta ubicki được miêu tả năm 2004 bởi Ledford.